# (95962) Copito
(95962) Copito és un asteroide descobert el 19 de novembre de 2003 per l'astrònom Josep Manteca a l'Observatori de Begues. La designació provisional que va rebre era 2003 WZ87. El popular goril·la albí Floquet de Neu (també conegut pel seu nom en castellà, Copito de Nieve), resident preeminent del Parc Zoològic de Barcelona, moria el 24 de novembre de 2003, unes hores abans que el Minor Planet Center confirmés el descobriment del nou asteroide. Per aquesta raó, el descobridor va proposar donar-li el nom de Copito al nou cos celeste. El 7 d'abril de 2005 se'n va publicar oficialment el nom.